# 童光煦
童光煦（1919年—？），男，湖北蕲春人，中国采矿工程专家、采矿教育家，曾任北京钢铁学院教授、博士生导师。